# ときめきの法則
『ときめきの法則』（ときめきのほうそく）は、あゆみゆいによる日本の漫画作品。
『なかよし』（講談社）にて1989年4月号から8月号まで連載された。全5話。単行本は同社の講談社コミックスなかよしより全1巻。作者にとって初の連載作品であり、初の単行本の表題作にもなった。

## 書誌情報
- あゆみゆい 『ときめきの法則』 講談社〈講談社コミックスなかよし〉、1989年11月6日第1刷発行、ISBN 4-06-178647-4
  - 表題作のほか、読み切り作品「ときめきバレンタイン」が同時収録されている。